# می‌دونم منو می‌خوای
من میدونم تو منو می‌خوای (به انگلیسی: I Know You Want Me) عنوان تک‌آهنگی از خواننده پیت‌بول است متعلق به چهارمین آلبوم استودیویی پیت‌بول با نام، شورش (Rebelution) بوده که در سال ۲۰۰۹ ساخته و روانه بازار موسیقی شد. سبک این ترانه چیزی بین هاوس و هیپ هاپ و به اصطلاح هیپ هاوس است. این تک‌آهنگ در کشورهای بل‍ژیک، فرانسه، یونان، رومانی، اسپانیا و ترکیه به عنوان تک‌آهنگ برتر شناخته شد. همچنین این تک‌آهنگ به عنوان پرطرفدارترین تک‌آهنگی که از رادیو میامی پخش می‌شد انتخاب شد. از این تک‌آهنگ در بازی Dance Central برای ایکس‌باکس ۳۶۰ انتخاب شد. از این تک‌آهنگ تاکنون چهار میکس ای پی و هشت میکس سی دی انجام شد.